# 稲垣太清
稲垣 太清（いながき もときよ、天保11年9月11日（1840年10月6日）- 明治21年（1888年）9月20日）は、近江山上藩の第8代藩主。
三河岡崎藩主・本多忠考の六男。正室は稲垣太篤の長女久。子は稲垣太祥（長男）、民（松平銀太郎室、長女）。官位は従五位下、正五位、若狭守。
安政3年（1856年）2月、稲垣太篤の養子となる。同年11月15日、将軍徳川家定に拝謁する。同年12月16日、従五位下・若狭守に叙任する。万延元年（1860年）8月6日、太篤の隠居により家督を相続する。文久3年（1863年）7月10日、大番頭に就任する。慶応2年（1866年）1月18日、大坂定番を命じられる。同年2月3日、大坂への赴任にあたり、幕府から3000両を貸し与えられる。慶応3年（1867年）5月23日、大坂定番が廃止となる。同年12月2日、海軍奉行並に就任する。慶応4年（1868年）1月8日、海軍奉行並を解任される。慶応4年3月18日、上洛し、明治政府支持の姿勢を示す。同年7月23日、明治政府へ兵糧として1000俵を献納する。
明治維新頃から太清が病に倒れ、長男の太祥が代理として藩政を執り始めた。明治2年（1869年）6月23日、版籍奉還により、山上藩知事となる。明治4年（1871年）、廃藩置県により藩知事を解任される。同年9月30日、隠居し、太祥に家督を譲った。明治21年（1888年）に49歳で死去した。墓所は群馬県伊勢崎市の天増寺。

## 系譜
父母
- 本多忠考（実父）
- 稲垣太篤（養父）

正室
- 久 ー 稲垣太篤の娘

子女
- 稲垣太祥（長男）生母は正室
- 稲垣民民 ー 松平銀太郎室（長女）